# Бухта (фильм)
«Бухта» (англ. The Cove) — американский документальный фильм 2009 года режиссёра Луи Психойоса, рассказывающий о массовом истреблении дельфинов с целью употребления в пищу в национальном парке Тайдзи у берегов Японии. Премьерный показ состоялся в США 25 апреля 2009 года на Международном кинофестивале в Ньюпорт Бич. Фильм получил «Оскар» в номинации «Лучший полнометражный документальный фильм» в 2010 году.

## Сюжет
Теглайн: Shallow Water. Deep Secret.
Бывший дрессировщик дельфинов Рик О’Бэрри вместе с режиссёром Луи Психойосом и его командой отправляются в небольшой японский городок Тайдзи в префектуре Вакаяма, чтобы пролить свет на ежегодное жестокое массовое уничтожение этих млекопитающих, происходящее там на побережье. Они обнаруживают небольшую бухту, огороженную предупредительными, запрещающими вход в неё, знаками. Здесь они отыскивают местного рыбака-миллионера, который владеет незаконным развлекательным и продуктовым бизнесом, связанным с дельфинами.
О’Бэрри, Психойос, его команда и Общество по сохранению океана (Oceanic Preservation Society) выясняют, что же на самом деле происходит в этой укромной бухте и как это может повлиять на весь мир.

## В ролях

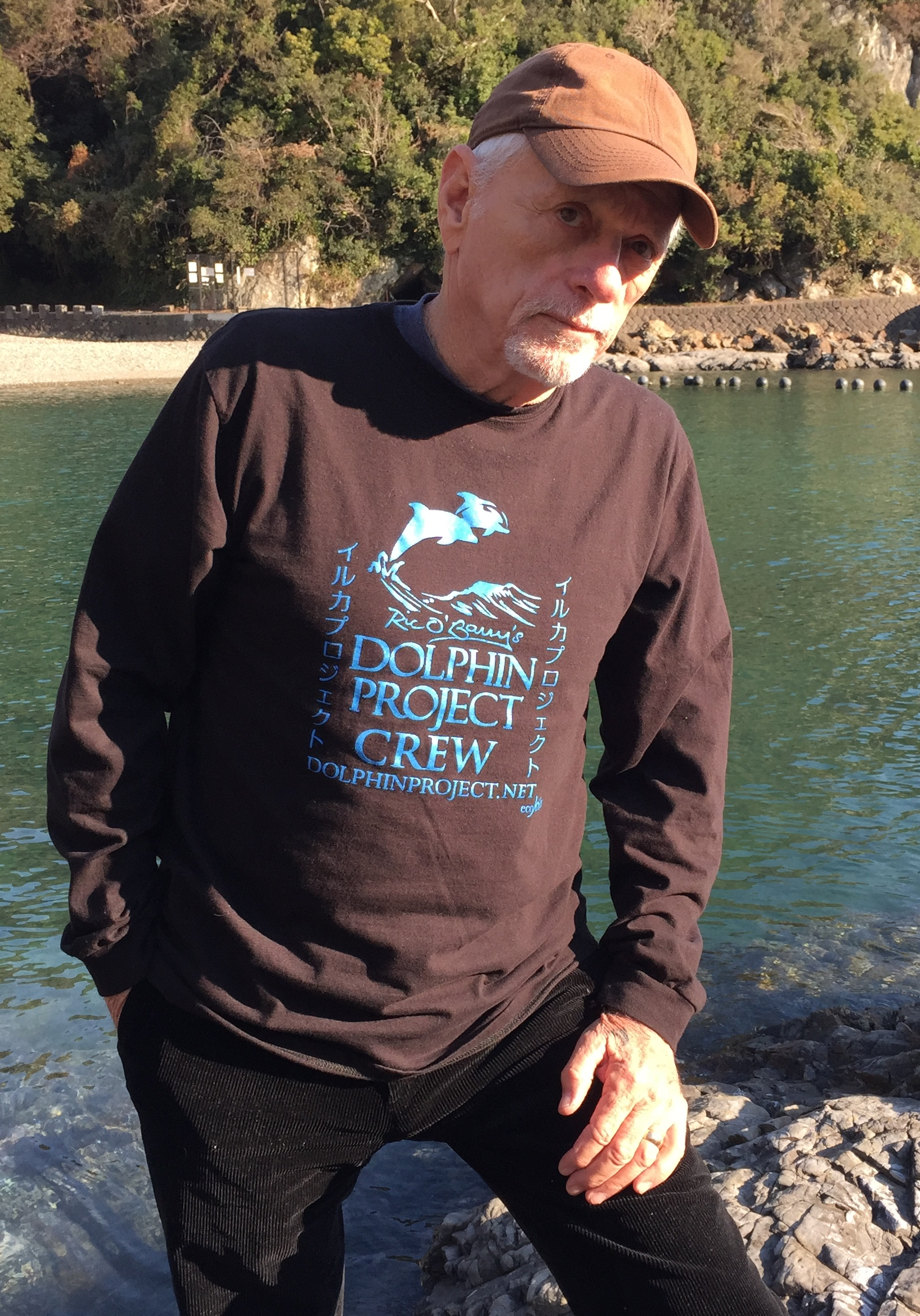
Рик О'Бэрри в Тайджи. 2014 год

Все главные герои в фильме сыграли сами себя:
- Луи Психойос — режиссёр фильма, организатор путешествия.
- Рик О’Бэрри — бывший дрессировщик дельфинов; именно его питомцы играют роли в известном детском телесериале «Флиппер» (1964 — 1967). Кстати, в «Бухте» присутствуют несколько фрагментов из того фильма[6].
- Скотт Бейкер — морской биолог.
- Мэнди-Рэй Крюикшэнк — чемпионка мира по фридайвингу.
- Изабель Лукас — австралийская актриса.
- Хейден Панеттьер — американская актриса и певица.
- Пол Ватсон — основатель Общества охраны морской фауны, известный активист движений в защиту окружающей среды и за права животных. В 1971—1977 гг. активист «Гринпис».

## Съёмочная группа[5]
Режиссёр: Луи Психойос
Автор сценария: Марк Монро
Продюсеры: Фишер Стивенс и Пола ДюПре Песмен
Композитор: Джей. Ральф
Операторы: Эрик Питер Абрамсон и Майкл Рэмси
Монтаж: Джеоффри Ричман

## Награды и номинации
Не считая «Оскара», полученного 7 марта 2010 года, в 2009—2010 гг. фильм также номинировался ещё на 27 различных наград, и выиграл 22 из них.

## Критика
Фильм был принят критиками очень положительно, в частности:
- 96 % на Rotten Tomatoes[8]
- 82 % на Metacritic'е[9]
- отзыв в газете «The New York Times»[10]

Впрочем, были отрицательные отзывы, в которых фильм назвали «явной пропагандой». «Американцы едят коров, японцы едят дельфинов. И в чём разница?»

## Премьерный показ в разных странах[3]
- США — 25 апреля 2009 года на Международном кинофестивале в Ньюпорт Бич; 31 июля 2009 — ограниченный показ на широком экране; 8 декабря 2009 — премьера DVD; 10 февраля 2010 — кинофестиваль в Санта-Барбаре.
- Ирландия — июль 2009 на кинофестивале в Голуэе.
- Канада — 7 августа 2009 (только в Торонто).
- Австралия — 20 августа 2009.
- Новая Зеландия, Сингапур — 27 августа 2009.
- Германия — сентябрь 2009 на кинофестивале в Гамбурге; широкий экран — 22 октября 2009.
- Франция — 12 сентября 2009 на Фестивале американских фильмов в Довиле; широкий экран — 30 сентября 2009.
- Финляндия — 18 сентября 2009 на Фестивале в Хельсинки; широкий экран — 9 октября 2009.
- Бельгия — 14 октября 2009 на Международном кинофестивале в Генте; широкий экран — 18 ноября 2009.
- Италия — 16 октября 2009 на кинофестивале в Риме; 9 июня 2010 на фестивале Biografilm.
- Япония — 21 октября 2009 на Международном кинофестивале в Токио; широкий экран — 3 июля 2010.
- Великобритания — 23 октября 2009 (ограниченный показ).
- Южная Корея — 29 октября 2009.
- Греция — 14 ноября 2009 на Международном кинофестивале в Салониках.
- Нидерланды — 24 ноября 2009 на Международном фестивале документальных фильмов в Амстердаме; широкий экран — 3 декабря 2009.
- Эстония — 8 января 2010.
- Швеция — 15 января 2010.
- Дания, Португалия — 25 февраля 2010.
- Словения — 22 апреля 2010.
- Польша — 21 мая 2010.
- Турция — 4 июня 2010.
- Испания — 11 июня 2010.
- Россия — 18 июня 2010, в рамках документальной программы Свободная мысль 32-го Московского Международного кинофестиваля

## Факты
- Поскольку съёмка фильма, по большей части, официально не была согласована с правительством города Тайдзи, съёмочная группа использовала скрытые камеры, замаскированные под валуны[12]. Мимикрия была столь хороша, что найти эти камеры потом стало непростой задачей[13].
- В мясе дельфинов предельно допустимая для здоровья человека концентрация ртути превышена в 5 раз[14]
- Во время церемонии вызванный для награждения исполнитель главной роли Рик О’Бэрри поднял над головой плакат с текстом «Text Dolphin to 44144» (Пошлите смс «Дельфин» на номер 44144). Камеры немедленно убрали его из кадра[15][16].
- Дистрибуцию фильма во Франции взял на себя известный режиссёр, сценарист и продюсер Люк Бессон[17].